# Luis Castañeda Lossio
Pour les articles homonymes, voir Castañeda.
Óscar Luis Castañeda Lossio (né à Chiclayo le 22 juin 1945 et mort à Lima le 12 janvier 2022), est un homme politique péruvien, qui est maire de la ville de Lima (capitale du Pérou) et président du parti Solidaridad Nacional (Solidarité nationale - Droite libérale).   

## Biographie

### Carrière politique
Luis Castañeda Lossio est maire de Lima entre janvier 2003 et octobre 2010, date à laquelle il démissionne pour pouvoir se présenter aux élections présidentielles de mai 2011. Avec un résultat de 9,83 %, il est occupe la 5e place lors du premier tour, et se désiste en faveur de Keiko Fujimori, mise en échec par Ollanta Humala lors du second tour de l'élection présidentielle.   
Le 5 octobre 2014, il est élu à nouveau maire de la métropole de Lima, dès le premier tour (50,7 %), malgré d'importantes accusations de corruption à son encontre (cas " Comunicore "...). Sa nouvelle gestion est rapidement très controversée, et le niveau de désapprobation de sa personne augmente de 15 % en à peine 5 mois, notamment à la suite du détricotage de la réforme du transport engagée par Susana Villarán.

### Enquête pour corruption
Luis Castañeda Lossio fait l'objet d'une enquête en 2019 pour des faits supposés de corruption. Il est notamment soupçonné d'avoir favorisé une multinationale brésilienne en échange de pots-de-vin lorsqu’il occupait la fonction de maire de Lima.

### Décès
Interné à l'hôpital Edgardo Rebagliati Martins de Lima, Luis Castañeda Lossio y meurt le 12 janvier 2022 à l'âge de 76 ans, à la suite d'un arrêt cardiaque.